# Happy New Year (film, 1987)
Pour les articles homonymes, voir Happy New Year.
Pour plus de détails, voir Fiche technique et Distribution.
Happy New Year est un film américain réalisé par John G. Avildsen, sorti en 1987. C'est un remake de La Bonne Année de Claude Lelouch, sorti en 1973.

## Synopsis
Nick et Charlie, deux escrocs, élaborent un plan implacable pour dévaliser la boutique d'un joailler de renom. Utilisant des déguisements qui les rendent méconnaissables, ils se font passer pour des personnes âgées fortunées. Tout semble se dérouler pour le mieux ; c'est alors que Nick s'éprend de la propriétaire d'un magasin d'antiquités. Dès lors, leurs projets s'annoncent compromis...

## Fiche technique
Sauf indication contraire, les informations mentionnées dans cette section peuvent être confirmées par la base de données cinématographiques IMDb,  présente dans la section « Liens externes ».
- Titre original et français : Happy New Year
- Réalisation : John G. Avildsen, assisté de Bruce Malmuth
- Scénario : Warren Lan, d'après La Bonne Année de Claude Lelouch
- Musique : Bill Conti
- Photographie : James Crabe
- Montage : Jane Kurson
- Producteur : Jerry Weintraub

Producteur associé : William J. Cassidy
Producteur délégué : Al Ruban
- Société de production : Columbia Pictures et Delphi IV Productions
- Société de distribution : Columbia Pictures (États-Unis)
- Pays d'origine :  États-Unis
- Langue originale : anglais
- Durée : 107 minutes
- Genre : comédie, film de casse, romance
- Dates de sortie :
  - États-Unis : 7 août 1987

## Distribution
- Peter Falk (VF : Frédéric de Pasquale) : Nick
- Charles Durning : Charlie
- Tom Courtenay : Edward Saunders
- Joan Copeland : Sunny Felix
- Tracy Brooks Swope : Nina
- Wendy Hughes : Carolyn
- Fritz Bronner : Steve
- Anthony Heald : D. G.
- Claude Lelouch : l'homme du train
- Bruce Kirby : le chauffeur de taxi